# Attenzione alla puttana santa
Attenzione alla puttana santa (Warnung vor einer heiligen Nutte) è un film del 1971 di Rainer Werner Fassbinder. 
Girato in appena 22 giorni a Sorrento nel settembre 1970 in 16 millimetri, è il nono lungometraggio di Fassbinder dopo il suo esordio del 1969.
Il film fu presentato alla 32ª Mostra internazionale d'arte cinematografica di Venezia.

## Trama
Siamo nel 1970 in un albergo della costiera sorrentina. Il giovane e tormentato regista Jeff ha deciso di girare Patria e muerte, un film sulla brutalità del potere, ma la situazione è drammatica: mancano i soldi, attori e collaboratori hanno difficili rapporti interpersonali. La sala dell'albergo si trasforma in una prigione, in una specie di antinferno con tormentatori e tormentati. La claustrofobia, favorita dalla lentezza spietata delle sequenze, opprime tutti, anche lo spettatore.
Nella seconda parte la vicenda si svolge prevalentemente all'aperto con scene rapidissime, con poche battute di dialogo. Jeff, il nevrotico regista, calpesta tutti, con spregio e sadica crudeltà, anche Sasha, l'organizzatore generale, interpretato da Fassbinder stesso. L'unico che si salva è Eddie Constantine, vecchio attore mummificato.

## Musica
Il film contiene, tra l'altro, le musiche di Leonard Cohen (da Songs of Leonard Cohen) e Spooky Tooth (da Spooky Two).

## Cast
Nel film recitano una moltitudine di attori emblematici dell'entourage dell'Antiteater di Monaco, quali Hanna Schygulla, Kurt Raab, Ingrid Caven e lo stesso Fassbinder, e inoltre compare anche la regista tedesca Margarethe von Trotta.